# 일본 애니메이션의 역사
일본 애니메이션의 역사(영어: history of anime)는 일본에서의 애니메이션의 역사에 대해 서술한다. 일본 애니메이션의 역사는 20세기 초로 거슬러 올라가며, 검증 가능한 최초의 영화는 1917년에 제작되었다.

## 같이 보기
- 일본 애니메이션